# 北陸カード
株式会社北陸カード（ほくりくカード、HOKURIKU CARD CO.,LTD.）は、富山県富山市に本社を置くクレジットカードの発行事業等を行う日本の企業。北陸銀行系列でほくほくフィナンシャルグループの子会社。
VJAのブラザーズカンパニーであると同時に、ジェーシービー（JCB）のフランチャイジーとしてVISAカードおよびJCBカードを発行する。また北陸銀行と提携して、同行の個人口座のキャッシュカード一体型クレジットカード「ホクリクカードA」を発行する。

## 発行カード

### VISA
- 北陸VISAゴールドカード
- 北陸VISAカード
- 北陸VISAデビューカード
- ロードサービスVISAカード
- 北陸VISAバーチャルカード
- ほくぎんVisaデビットカード

### JCB
JCBカードについてはジェーシービー#JCBブランドを参照。
- FMとやまカード[2] - 富山エフエム放送（FMとやま）が発行するJCBカードで、北陸カードが発行業務を代行している。カード協賛店での提示で会員優待が受けられるシステムを採用している。

## 加盟する信用情報機関
信用審査を行うために、次の信用情報機関に加盟している。
- 全国銀行個人信用情報センター
- 株式会社シー・アイ・シー
- 株式会社日本信用情報機構